# Cao Guojiu
Cao Guojiu (chiń. 曹國舅; pinyin Cáo Guójiù) – w mitologii chińskiej jeden z Ośmiu Nieśmiertelnych, uważany za patrona aktorów. Przedstawiany jest zawsze w dworskim stroju, z berłem lub kastanietami. Druga część jego imienia wskazuje, że był wujkiem nieznanego cesarza od strony matki.